# Dodge Town Wagon
De Dodge Town Wagon was een automodel van het Amerikaanse Dodge waarvan de productie eind 1955 of begin 1956 begon en tot 1966 liep. De Town Wagon leek sterk op de hedendaagse Sports Utility Vehicle en was bestemd als terrein/familiewagen. Er bestond ook een bestelwagenvariant die Dodge Town Panel heette. In 1957 kwam er ook een versie met vierwielaandrijving (W-series) die uiteindelijk populairder bleek dan de tweewielaangedreven variant (D-series). In 1958 werd de voorzijde van de Town Wagon grondig onder handen genomen wat onder meer dubbele koplampen en een nieuw radiatorrooster opleverde. Een volgende grote face-lift volgde in 1961. Hier werd onder meer de wielbasis 15 cm langer, werd de brandstoftank naar achteren verplaatst en werd het frame breder en steviger.